# Aktau
Aktau, Aktáu o Monteblanco (Aqtawⓘ en kazajo: Ақтау, romanizado: Aqtaw; en ruso: Актау, romanizado: Aktau — "Montaña blanca") es la capital de la provincia de Mangystau, al suroeste de Kazajistán. Ubicada a la orilla del mar Caspio, cuenta con una población de 183 350 habitantes (censo de 2017).

## Historia
Aktau fue fundada por ingenieros soviéticos tras el descubrimiento de importantes yacimientos petrolíferos en la región. Por haber sido inicialmente una ciudad militar, las calles de la ciudad no tienen nombres formales; todas las direcciones de Aktau están constituidas por tres números: el número de manzana, el número de edificio y el número de apartamento.
Irónicamente, además de ser un polo de desarrollo de uranio y tecnología nuclear, la ciudad también era un importante centro turístico para la elite soviética.
En 1964, el nombre de la ciudad fue cambiado a Shevchenko (Шевченко) en honor al poeta ucraniano Tarás Shevchenko, quien había sido enviado a este asentamiento remoto debido a sus actividades políticas liberales. La ciudad fue renombrada con su nombre original en 1992, cuando Kazajistán se independizó de la Unión Soviética.
Aktau fue en su momento el sitio de localización de una central nuclear. El reactor BN-350 se puso en marcha en 1973 y en 1999 fue desactivado. Además de proveer de energía eléctrica a la ciudad, el BN-350 se utilizaba también para la producción de plutonio y para la desalinización del agua con que se abastecía el asentamiento.
Hacia 2006, la ciudad mostraba signos de rápido crecimiento gracias a la industria del petróleo. Además de contar con un hotel 5 estrellas de la cadena Marriott, en sus calles se pueden ver muchos autos último modelo.

## Clima
| Parámetros climáticos promedio de Aktau (1991-2020) | Parámetros climáticos promedio de Aktau (1991-2020) | Parámetros climáticos promedio de Aktau (1991-2020) | Parámetros climáticos promedio de Aktau (1991-2020) | Parámetros climáticos promedio de Aktau (1991-2020) | Parámetros climáticos promedio de Aktau (1991-2020) | Parámetros climáticos promedio de Aktau (1991-2020) | Parámetros climáticos promedio de Aktau (1991-2020) | Parámetros climáticos promedio de Aktau (1991-2020) | Parámetros climáticos promedio de Aktau (1991-2020) | Parámetros climáticos promedio de Aktau (1991-2020) | Parámetros climáticos promedio de Aktau (1991-2020) | Parámetros climáticos promedio de Aktau (1991-2020) | Parámetros climáticos promedio de Aktau (1991-2020) |
| Mes                                                 | Ene.                                                | Feb.                                                | Mar.                                                | Abr.                                                | May.                                                | Jun.                                                | Jul.                                                | Ago.                                                | Sep.                                                | Oct.                                                | Nov.                                                | Dic.                                                | Anual                                               |
| --------------------------------------------------- | --------------------------------------------------- | --------------------------------------------------- | --------------------------------------------------- | --------------------------------------------------- | --------------------------------------------------- | --------------------------------------------------- | --------------------------------------------------- | --------------------------------------------------- | --------------------------------------------------- | --------------------------------------------------- | --------------------------------------------------- | --------------------------------------------------- | --------------------------------------------------- |
| Temp. máx. abs. (°C)                                | 16.0                                                | 21.6                                                | 25.1                                                | 31.0                                                | 39.5                                                | 42.1                                                | 41.6                                                | 44.1                                                | 39.2                                                | 32.8                                                | 22.3                                                | 15.4                                                | 44.1                                                |
| Temp. máx. media (°C)                               | 2.0                                                 | 4.1                                                 | 10.3                                                | 16.9                                                | 23.5                                                | 28.9                                                | 31.9                                                | 30.9                                                | 25.2                                                | 17.8                                                | 9.3                                                 | 3.9                                                 | 17.1                                                |
| Temp. media (°C)                                    | -1.0                                                | 0.2                                                 | 6.1                                                 | 12.4                                                | 18.8                                                | 24.0                                                | 26.4                                                | 25.6                                                | 19.9                                                | 12.9                                                | 5.3                                                 | 0.5                                                 | 12.6                                                |
| Temp. mín. media (°C)                               | -3.6                                                | -3.0                                                | 2.7                                                 | 8.9                                                 | 15.1                                                | 19.9                                                | 21.9                                                | 21.3                                                | 15.3                                                | 8.8                                                 | 2.0                                                 | -2.3                                                | 8.9                                                 |
| Temp. mín. abs. (°C)                                | -24.0                                               | -24.0                                               | -17.2                                               | -4.4                                                | 3.2                                                 | 6.7                                                 | 10.0                                                | 10.0                                                | 0.0                                                 | -7.0                                                | -16.0                                               | -18.0                                               | -24.0                                               |
| Precipitación total (mm)                            | 12                                                  | 11                                                  | 13                                                  | 17                                                  | 12                                                  | 9                                                   | 9                                                   | 8                                                   | 5                                                   | 10                                                  | 15                                                  | 18                                                  | 139                                                 |
| Fuente: Погода и климат                             |                                                     |                                                     |                                                     |                                                     |                                                     |                                                     |                                                     |                                                     |                                                     |                                                     |                                                     |                                                     |                                                     |

## Deporte
- FC Caspiy juega en la Primera División y la Copa de Kazajistán.